# مرتضی برغانی
آقاسید مرتضی برغانی (۱۲۳۸ ش - ۱۳۰۸ ش) از اساتید خوشنویسی در خط نستعلیق در اواخر دوره قاجار و از شاگردان ممتاز میرزا محمد رضا کلهر بود.
مرتضی برغانی از نظر اشاعه هنر خوشنویسی و شیوه نستعلیق‌نویسی کلهر، مهمترین شاگرد میرزای کلهر محسوب می‌شود؛ چرا که او این شیوه را به دو فرزند خود حسین و حسن میرخانی تعلیم داد. این دو استاد که با یک واسطه شاگردان کلهر به‌شمار می‌روند از بنیانگذاران انجمن خوشنویسان ایران بودند و در آموزش خوشنویسان معاصر کوشش بسیار کردند و موفقیت چشمگیری بدست آوردند.
او مدتی در هندوستان بسر برد و آثاری را برای چاپ سنگی نوشت که در آخر آنها «مرتضی الحسینی البرقانی» رقم شده است.
در واقع سید مرتضی برغانی تنها یا دست‌کم مهمترین حلقه اتصال خوشنویسان معاصر به سلسله خوشنویسان دوره قاجار است.